# Settala
Settala ist eine Gemeinde mit 7403 Einwohnern (Stand 31. Dezember 2023) in der Metropolitanstadt Mailand, Region Lombardei.
Die Nachbarorte von Settala sind Vignate, Rodano, Liscate, Comazzo (LO), Merlino (LO), Pantigliate, Paullo und Mediglia.

## Bevölkerungsentwicklung
Settala zählt 2515 Privathaushalte. Zwischen 1991 und 2001 stieg die Einwohnerzahl von 4989 auf 5790. Dies entspricht einem prozentualen Zuwachs von 16,1 %.